# Bayerkorset

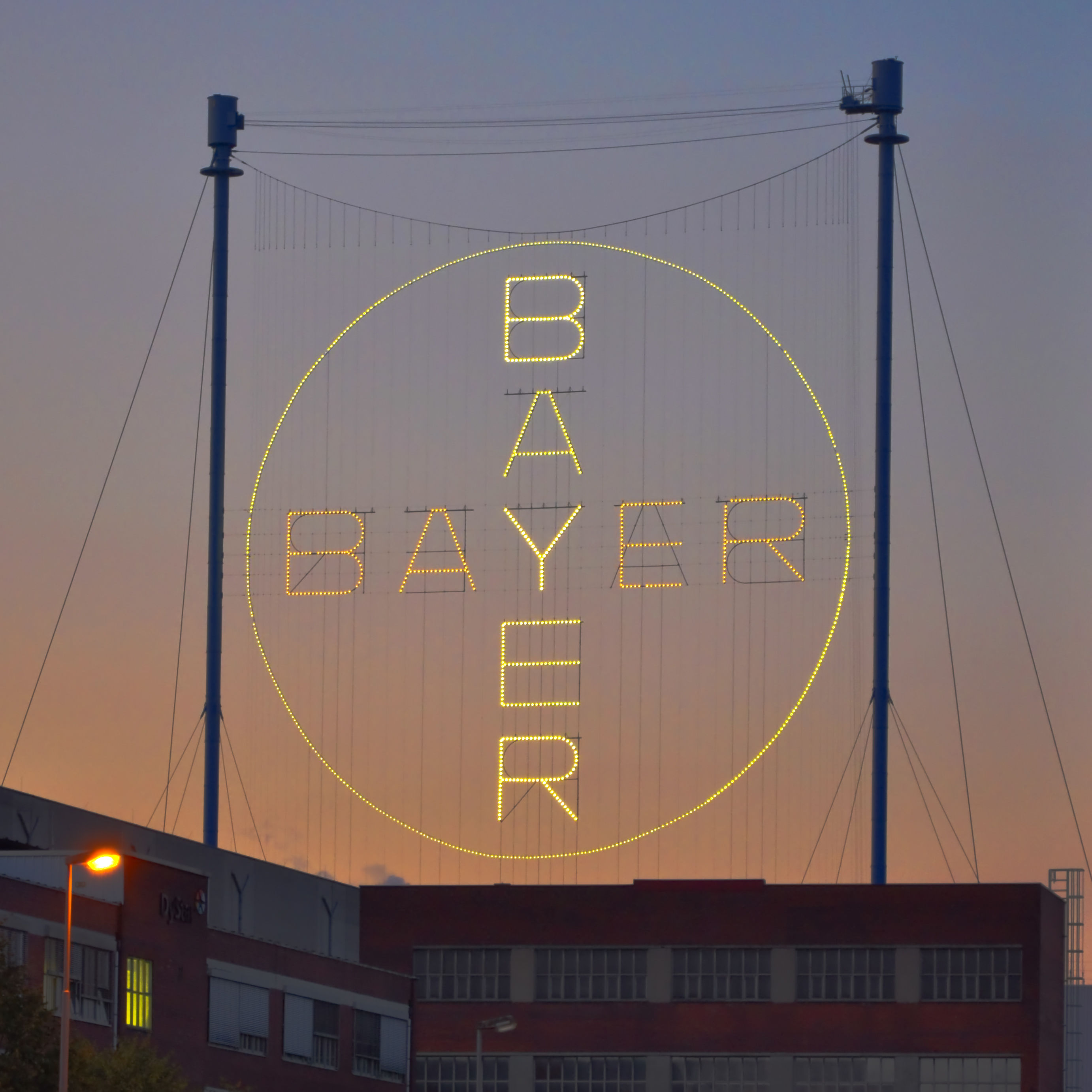
Bayerkorset i Leverkusen.

Bayerkorset (tyska Bayer-Kreuz) är Bayer AG:s logotyp och en välkänd ljusreklamskylt i Leverkusen. Det är världens största ljusreklamskylt.
Dagens skylt började användas 1958 och har en diameter på 51 meter. 